# Re:LieF ～獻給親愛的你～
《Re:LieF ～獻給親愛的你～》是日本RASK公司於2016年10月28日發售的戀愛冒險類型成人遊戲，是RASK的處女作。同一世界觀下續作為《TrymenT —献给渴望改变的你—》AlphA篇。2020年9月25日官方推出遊戲復刻版《Re:LieF ～獻給親愛的你～ Re:EditioN》，不同門店的購買特典也有進行復刻。HIKARI FIELD於2021年2月26日發售中文版《Re:LieF ～獻給親愛的你～ Re:LanguagE》。2022年7月28日發售任天堂Switch版《Re:LieF ～獻給親愛的你～ FoR SwitcH》。

## 遊戲系統
《Re:LieF ～獻給親愛的你～》採取戀愛冒險的遊玩方式，在遊戲前半部分玩家所扮演的角色是箒木日向子，後半部分是本作的男主角新田司。玩家遊玩時需要閱覽屏幕上所顯示的文本以了解故事情節和人物之間的對話。這些文字會與人物的立繪和背景一同出现，用以表示對話的對象。在部分場景中會遇見代替背景和人物立繪的電腦圖像。遊戲中會在預設的段落中出現行為選項供玩家選擇，對話框的下一段文本在做出選擇前並不能夠顯示。在新田司視角時遇到的選項會影響新田司的行為，繼而影響新田司的人際關係和最後進入哪一個角色的路線。《Re:LieF ～獻給親愛的你～》擁有四個劇情分支路線，每條路線的结局皆有所不同，且對應箒木日向子、大館流花、海蔵萌萌和愛四個女主角，其中愛線為真結局，需要玩家先通過其他三個女主角的結局才能觸發。
遊戲為了表現出故事中虛擬世界和現實世界的不同，在玩家所扮演角色處於虛擬世界時，屏幕會有一個綠色的邊框，在部分劇情屏幕會出現雜訊。在現實世界時，屏幕綠色的邊框會消失。

## 故事簡介
由Re:LieF公司籌辦的「TrymenT計劃」，是一個通過模擬再就學以幫助青少年再就業的計劃。參與者會送到太平洋的某個孤島「御雲島」上進行為期一年學園生活，期間電話和網絡都無法使用。出於不同的原因，有不同的人參加到這個計劃，他們都在期間獲得成長。故事中以箒木日向子和新田司兩個視角，講述學園中以新田司為首的群體中發生的故事。
箒木日向子篇
箒木日向子在離職後十分迷茫，在齋藤小姐的推薦下加入「TrymenT計劃」。在開學的自我介紹時，性格内向的她由於緊張而暈倒，後來在同學新田司的幫助下成功融入到集體中，並在同伴的鼓勵下，慢慢找回自信。學園讓學員分小組研究課題，新田司、箒木日向子、大館流花、海蔵萌萌、佐藤理人五人組成一組。在關於御雲島景色的課題中，日向子被推舉為演示的負責人。之後日向子向教師申請重新做一次自我介紹，在介紹中審視了自己過去，並下決心要做出改變。
新田司篇
之後的課題，五人照常組成小組，各人在課餘時間也不時小聚，關係越來越好。期間新田司發現自己失去了過去的記憶，在曖昧的記憶片段驅使下，他努力去尋找一個人，在廢墟中遇到的少女「愛」似乎就是他要找的人。隨著片段的記憶不斷想起，讓司十分不適甚至因此而暈倒。之後根據玩家的選擇而進入四位女主角的個人線路。在不同線路中，司均會漸漸發現御雲島的異常，並找回自己遺忘的記憶。最後得知TrymenT計劃，其實是讓人進入虛擬世界進行課程。由於負責控制虛擬世界的人工智能「優」出現問題，部分參與者無法離線，工作人員為了維持秩序，組織餘下的參與者照原定計劃舉辦學園課程，並積極尋求讓人工智能恢復正常的方法。借著司和人工智能過去的關係，司在堅定了自我之後，說服優讓所有人回到現實世界。

## 登場角色

### 主要角色
新田司（聲：黛希和）
本作男主角。在學園中是一個自信和可靠的男性，失去了過去的記憶。現實世界名為「二上司」，在一次車禍變成植物人。他母親創立了TrymenT計劃，讓他的精神進入虛擬空間，以此保持他精神活躍，並期望他有朝一日能醒來。學園中的形象是他心中的理想形象。
箒木日向子（聲：葵百合）
原為OL，在離職之後感到十分迷茫，在齋藤小姐的推薦下參加了TrymenT計劃，希望能改變自己。性格内向，在新田司的鼓勵下重拾自信。計劃之後入讀大學。
大館流花（聲：藤川夏）
原從事法務工作，在公司倒閉後失去方向，參加了TrymenT計劃。十分勤奮好學，在學園中喜歡拍照。她姊姊也有參與計劃。
海蔵萌萌（聲：綾瀬朱里）
金髮雙馬尾的天才少女科學家，開發了一個人工智能「圖圖」。父母為了讓其嘗試校園生活，幫她報名TrymenT計劃。學園中和大館流花是室友，討厭自己的姓氏「海蔵」，讓身邊的人直接稱呼她「萌萌」。
愛（聲：奥山步）
在御雲島的白色短髮少女，流連在島内廢墟中，遇到失憶的新田司時，自稱是他的青梅竹馬。優的妹妹，是優的自我複製，擁有優過去大部分的記憶。由於在對於司的事情處理上產生分歧，兩人性格有很大區別。

### 其它角色
優（聲：涼貴涼）
在御雲島的白色長髮少女，似乎與新田司相識，不時會詢問司一些問題。愛的姊姊。原來是新田司的母親二上響子製作的人工智能「阿爾法」，是第一個擁有感情的AI。忙於工作的響子，讓阿爾法與司做朋友，司為其取名「優」。是TrymenT計劃的管理AI。
米莉亞·布蘭可（聲：鈴谷麻耶）
學園中沉默寡言的少女，經常做出跳脫的行為，是箒木日向子的室友。三國義貴的女兒，有腦部方面疾病和語言障礙，父親期望TrymenT計劃能有助於治療讓其加入計劃，其間為了避嫌化名「米莉亞」，本名為「三國美砂」。過去曾在醫院與箒木日向子相識。
佐藤理人（聲：片桐良一）
學園中新田司的室友，現實是遊戲工程師，對TrymenT計劃感興趣而加入其中。
伊砂真（聲：奧川久美子）
學園中新田司等主角所在班級的班主任。現實是Re:LieF的職員，二上響子學生時代的好友。
三國義貴（聲：原田友貴）
學園的教員。現實是人工智能研究方面的專家，二上響子學生時代的好友。
中村夏奈（聲：葵百合）
學園附近咖啡店的店員，一個開朗活潑的少女。
圖圖（聲：涼貴涼）
海蔵萌萌製作的人工智能，女性形象，安裝在海蔵的平板上。有的毒舌，故事後期也開始擁有人類感情。
齋藤（聲：奧川久美子）
推薦箒木日向子參加TrymenT計劃的女性，是日向子在業務往來中結識的人。

## 音樂
《Re:LieF ～獻給親愛的你～》的原聲帶《Re:LieF ～獻給親愛的你～ OriginaL SounD TracK》於2016年第91屆Comic Market發售，收錄46首歌曲，並附上一本集合19幅應援插畫的插畫集。2017年1月27日原聲帶進行一般發售。
| DisC 1 | DisC 1                                | DisC 1       | DisC 1                | DisC 1                       | DisC 1 |
| 曲序   | 曲目                                  | 作曲         | 编曲                  | 備注                         | 时长   |
| ------ | ------------------------------------- | ------------ | --------------------- | ---------------------------- | ------ |
| 1.     | Re:TrymenT                            | 甘利紗陽     | 甘利紗陽              | 演唱：紫咲螢，填詞：甘利紗陽 | 4:09   |
| 2.     | ThemE Of ReLieF                       | 金閉開羅巧夢 | 金閉開羅巧夢          |                              | 3:19   |
| 3.     | ThemE Of ReLieF 第1楽章               | 金閉開羅巧夢 | 金閉開羅巧夢          |                              | 3:14   |
| 4.     | ThemE Of ReLieF 第1楽章 -GuitaR-      | 金閉開羅巧夢 | 池木紗々              |                              | 3:12   |
| 5.     | ThemE Of ReLieF 第1楽章 -MinoR-       | 金閉開羅巧夢 | 渡信天翁              |                              | 3:18   |
| 6.     | ThemE Of ReLieF 第2楽章               | 金閉開羅巧夢 | 渡信天翁              |                              | 2:24   |
| 7.     | ThemE Of ReLieF 第3楽章               | 金閉開羅巧夢 | 渡信天翁              |                              | 3:28   |
| 8.     | ThemE Of ReLieF 第4楽章               | 金閉開羅巧夢 | 渡信天翁              |                              | 2:34   |
| 9.     | ThemE Of ReLieF 第4楽章 -AltrA VoltA- | 金閉開羅巧夢 | 渡信天翁              |                              | 2:40   |
| 10.    | ThemE Of ReLieF 第4楽章 -PianO-       | 金閉開羅巧夢 | 渡信天翁              |                              | 2:30   |
| 11.    | ThemE Of ReLieF 第5楽章               | 金閉開羅巧夢 | 渡信天翁              |                              | 3:58   |
| 12.    | ThemE Of ReLieF 第5楽章 -PianO-       | 金閉開羅巧夢 | 渡信天翁              |                              | 4:14   |
| 13.    | DeaR                                  |              |                       |                              | 1:36   |
| 14.    | DeaR -AltrA VoltA-                    |              | 渡信天翁 金閉開羅巧夢 |                              | 3:21   |
| 15.    | YoU                                   |              |                       |                              | 1:32   |
| 16.    | MomototO                              | 金閉開羅巧夢 | 金閉開羅巧夢          |                              | 2:18   |
| 17.    | MomototO -PianO-                      | 金閉開羅巧夢 | 渡信天翁              |                              | 1:56   |
| 18.    | MhliA                                 | 金閉開羅巧夢 | 金閉開羅巧夢          |                              | 1:18   |
| 19.    | AI                                    |              |                       |                              | 2:22   |
| 20.    | AI -ArrangE-                          |              |                       |                              | 2:20   |

| DisC 2 | DisC 2                         | DisC 2       | DisC 2       | DisC 2                                                                                      | DisC 2 |
| 曲序   | 曲目                           | 作曲         | 编曲         | 備注                                                                                        | 时长   |
| ------ | ------------------------------ | ------------ | ------------ | ------------------------------------------------------------------------------------------- | ------ |
| 1.     | FooL                           | 金閉開羅巧夢 | 金閉開羅巧夢 |                                                                                             | 2:04   |
| 2.     | PaniC                          | 渡信天翁     | 渡信天翁     |                                                                                             | 1:32   |
| 3.     | FrienD                         | 太田光宏     | 太田光宏     |                                                                                             | 2:10   |
| 4.     | PrivatE                        | 太田光宏     | 太田光宏     |                                                                                             | 2:34   |
| 5.     | QuieT                          | 金閉開羅巧夢 | 金閉開羅巧夢 |                                                                                             | 2:30   |
| 6.     | WilL                           |              |              |                                                                                             | 2:22   |
| 7.     | ReminiscE                      |              |              |                                                                                             | 2:30   |
| 8.     | TrauM                          | 渡信天翁     | 渡信天翁     |                                                                                             | 2:38   |
| 9.     | TrauM -YoU-                    |              | 渡信天翁     |                                                                                             | 1:52   |
| 10.    | MemoirE                        | 渡信天翁     | 渡信天翁     |                                                                                             | 1:52   |
| 11.    | CoffeE                         |              |              |                                                                                             | 1:31   |
| 12.    | EinmaL                         |              |              |                                                                                             | 1:38   |
| 13.    | EmotioN -ChastitY-             |              |              |                                                                                             | 2:14   |
| 14.    | EmotioN -ForeveR-              |              |              |                                                                                             | 2:38   |
| 15.    | EmotioN -AneW-                 |              |              |                                                                                             | 2:20   |
| 16.    | TraumenD                       | 甘利紗陽     | 渡信天翁     |                                                                                             | 2:28   |
| 17.    | MooN LighT                     | 天草月乃     |              | 演唱：優（涼貴涼），填詞：天草月乃                                                          | 5:05   |
| 18.    | DeaR YoU                       |              |              |                                                                                             | 4:41   |
| 19.    | DaisY BelL -AlphA              | 哈利·戴克    | 渡信天翁     | 英國音樂家哈利·戴克於1892年創作的歌曲，計算機最早使用合成語音演唱的歌曲（1961年的IBM 7094） | 1:07   |
| 20.    | Re:TraumenD                    | 甘利紗陽     | 甘利紗陽     | 演唱：紫咲螢，填詞：甘利紗陽                                                                | 3:20   |
| 21.    | Re:TrymenT~DoramatiC ArrangE~  |              | Kyocmp       |                                                                                             | 2:45   |
| 22.    | ThemE Of ReLieF~IslanD ReLieF~ |              | hiyama       |                                                                                             | 2:53   |
| 23.    |                                |              | 山染世界     |                                                                                             | 3:38   |
| 24.    | MhliA~MarchinG ArrangE~        |              | EBI          |                                                                                             | 2:30   |
| 25.    | Re:TrymenT~AnotheR VersioN~    |              | 清水嶺       |                                                                                             | 4:24   |
| 26.    | DreaM AgaiN ~ThemE Of ReLieF~  |              |              |                                                                                             | 2:55   |

## 開發
《Re:LieF ～獻給親愛的你～》是RASK的第一部作品，作品由雫将維立項，原畫由黑乃美槻和雫将維負責，mocha和胡太郎負責背景，劇本由艾阿魯、平乃比良和戶部明共同擔當。故事的世界觀由雫将維構思，角色個人路線由不同人負責，艾阿魯負責共同線、箒木日向子和真結局線，平乃比良負責大館流花線，戶部明負責海蔵萌萌線，艾阿魯還負責全部劇情的監修。作品的創作概念為以「何不重返校園再歷學生時光」開始的「重新挑戰」。雫将維認為很多人在可能的情況下都希望能重新選擇合適自己的生活，並且依照這個思路進行創作，他也期望玩家能代入遊戲中，對角色的遭遇產生共鳴。在創作初期製作團隊缺乏資金和沒有辦公室，初創團隊的四人中有三人居住在栃木縣，於是團隊就在首府宇都宮市開設工作室。不過在六個月後他們就耗光了儲蓄，之後各人就在自己的地方繼續工作，在需要的時候再進行交流合作。此外另一家遊戲公司Laplacian也有協助遊戲的製作。故事的人物設定和一般的學校背景冒險遊戲不同，人物更為成熟，他們大多是已經工作或學校畢業之後再到這個學園，他們會飲酒和開車，思考未來。音樂由金閉開羅巧夢（蝦咖喱伯爵）負責，這是他第一個商業作品，在開發過程中曾因為個人學業問題，無法兼顧音樂創作，後來在主題曲的主唱紫咲螢等人的鼓勵下，重新接手項目的工作。遊戲中片尾曲《MooN LighT》來源於另一個同人遊戲《Traumend》，製作遊戲的同人組織Traumend也有協助《Re:LieF》的製作。

## 發行

### 宣傳
2016年4月1日，RASK宣佈即將推出第一部作品，6月21日正式開設《Re:LieF ～獻給親愛的你～》的官方網站，並發佈了預告片。同日發售的《TECH GIAN》2016年8月號也有得到報導。7月29日首次在日本各地遊戲門店展開遊戲預約購買活動，該輪預購可以獲得印有愛的簽名版。而在秋葉原Sofmap Amusement館分別在7月29日、8月26日、9月23日展開遊戲預約購買活動，10月28日發售當日也在該館進行購買者抽獎活動，每一輪預購有不同的贈品。8月RASK先後參加90屆Comic Market和電器外祭2016 SUMMER in 淺草，在活動上為作品進行宣傳，9月25日RASK在YouTube頻道上發佈主題曲，并且公佈免費的遊戲體驗版，内容為故事序章的劇情。10月14到30日RASK在秋葉原咖啡廳Mai:lish舉行推廣活動，活動期間推出相關冠名飲品和菜式。

### 發售
2016年10月28日遊戲正式發售PC遊戲光碟初回盒裝版，初回版含有主題曲CD，插畫集和作品劇本。在不同門店購入PC遊戲光碟盒裝版，會贈送不同的印有女主角形象的緙織壁毯或者電話卡。其中在Amazon購入作品可以獲得海蔵萌萌和優的廣播劇CD，Sofmap可以獲得箒木日向子和大館流花的廣播劇CD。11月18日發售通常盒裝版。12月RASK參加91屆Comic Market，在活動上給作品宣傳，並販賣部分周邊商品。2017年4月7日遊戲的數位版在DMM.com獨家發售。
之後RASK將本作獲得的盈利投入製作同世界觀的具有Fan disc性質《TrymenT》上，並在2020年2月20日發行並推出中文版，遊戲的中文版獲得大量反饋和評價，讓RASK意識到《Re:LieF》在中文區也有很多愛好者，於是計劃推出《Re:LieF》的中文版。2020年9月25日官方推出遊戲復刻版《Re:LieF ～獻給親愛的你～ Re:EditioN》，初回版的贈品也有進行復刻。同日HIKARI FIEL宣佈將製作遊戲的中文版《Re:LieF ～獻給親愛的你～ Re:LanguagE》。中文版於2021年2月26日在Steam發行數位版，該版本為全年齡版，色情場景的内容需要玩家自行安裝。同年4月1日，RASK宣佈製作遊戲的任天堂Switch版。2022年7月28日，iMel負責任天堂Switch版的發行，初回版含有主題曲CD

## 評價
《Re:LieF ～獻給親愛的你～》在日本美少女遊戲暨動漫相關商品銷售網站Getchu屋的2016年10月最暢銷遊戲排行榜上排行第一名，2016年最暢銷遊戲排行榜上排行第二十四名。
遊戲於2016年度「萌系遊戲大賞」獲得劇本金獎，並於年間排名獲得第13名。在「Getchu.com美少女遊戲大賞2016」獲得劇本部門第一名，畫面部門第二名，綜合部門第五名和音樂部門第六名，角色部門中愛獲得第十名。作品亦於2chan評選的2016年度「2chan最佳成人遊戲」獲得第一名，其主題曲《Re:TrymenT》也獲得2016年度「Twitter最佳成人遊戲歌曲」第一名。

## 備註
1. ↑  歌曲由蝦咖喱伯爵創作，其本人特意使用「甘利紗陽」這個化名[13]。

## 外部連結
- 官方网站（日語）
- 中文版官方網站（简体中文）
- 任天堂Switch版官方網站（日語）
- 《Re:LieF ～獻給親愛的你～》在視覺小說數據庫的頁面 （英文）